# Naxalbari
Naxalbari (o Naksalbari, Nakalbari) è un villaggio dell'India di 1 763 abitanti, situata nel distretto di Darjeeling, nello stato federato del Bengala Occidentale.

## Geografia fisica
La città è situata a 26° 40' 60 N e 88° 13' 0 E e ha un'altitudine di 152 m s.l.m., lungo il fiume Mechi, che separa Naxalbari dal Nepal.

## Storia
Il paese è celebre soprattutto per la rivolta avvenuta nel marzo 1967, quando circa 150 contadini armati di archi e frecce hanno attaccato i latifondisti e si sono impadroniti dei campi. La ribellione, durata due mesi e repressa nel sangue dall'esercito, ha dato vita a una serie di sommosse successive contro il governo, sfociate nel movimento tuttora esistente dei Naxaliti, che prendono il nome appunto da questo villaggio.

## Società

### Evoluzione demografica
Al censimento del 2001 la popolazione di Naxalbari assommava a 1 763 persone, delle quali 920 maschi e 843 femmine. 